# Équipe de Suisse de football en 1991
Cet article présente les résultats de l'équipe de Suisse de football lors de l'année 1991.

## Bilan
|           | Nombre de matchs | Victoires | Défaites | Matchs nuls | Buts marqués | Buts encaissés |
| Domicile  | 4                | 2         | 0        | 2           | 12           | 3              |
| Extérieur | 5                | 3         | 1        | 1           | 11           | 4              |
| Neutre    | 1                | 1         | 0        | 0           | 3            | 2              |
| Total     | 10               | 6         | 1        | 3           | 26           | 9              |

## Matchs et résultats
| Match amical                                 | États-Unis | 0 - 1   | Suisse   | Orange Bowl, Miami                            |                                               |
| 1er février 1991 · Historique des rencontres |            | (0 - 0) | 90e Knup | Spectateurs : 20 000 Arbitrage : Errol Forbes | Spectateurs : 20 000 Arbitrage : Errol Forbes |
| 1er février 1991 · Historique des rencontres | Rapport    |         |          | Spectateurs : 20 000 Arbitrage : Errol Forbes | Spectateurs : 20 000 Arbitrage : Errol Forbes |

| Match amical                               | Suisse                    | 3 - 2   | Colombie                    | Orange Bowl, Miami                             |                                                |
| 3 février 1991 · Historique des rencontres | De Ávila 27e · Rincón 39e | (2 - 1) | 44e Koller · 57e 75e Sutter | Spectateurs : 5 107 Arbitrage : Raul Dominguez | Spectateurs : 5 107 Arbitrage : Raul Dominguez |
| 3 février 1991 · Historique des rencontres | Rapport                   |         |                             | Spectateurs : 5 107 Arbitrage : Raul Dominguez | Spectateurs : 5 107 Arbitrage : Raul Dominguez |

| Match amical                             | Liechtenstein | 0 - 6   | Suisse                                                            | Sportplatz Rheinau, Balzers                           |                                                       |
| 12 mars 1991 · Historique des rencontres |               | (0 - 3) | 26e Hermann · 27e (pen.) 33e 69e Knup · 47e Türkyılmaz · 89e Aeby | Spectateurs : 2 400 Arbitrage : Karl-Heinz Tritschler | Spectateurs : 2 400 Arbitrage : Karl-Heinz Tritschler |
| 12 mars 1991 · Historique des rencontres | Rapport       |         |                                                                   | Spectateurs : 2 400 Arbitrage : Karl-Heinz Tritschler | Spectateurs : 2 400 Arbitrage : Karl-Heinz Tritschler |

| Éliminatoires de l'Euro 1992                     | Suisse  | 0 - 0 | Roumanie | La Maladière, Neuchâtel                        |                                                |
| 3 avril 1991 · 20h15 · Historique des rencontres |         |       |          | Spectateurs : 15 700 Arbitrage : Gérard Biguet | Spectateurs : 15 700 Arbitrage : Gérard Biguet |
| 3 avril 1991 · 20h15 · Historique des rencontres | Rapport |       |          | Spectateurs : 15 700 Arbitrage : Gérard Biguet | Spectateurs : 15 700 Arbitrage : Gérard Biguet |

| Éliminatoires de l'Euro 1992             | Bulgarie                     | 2 - 3   | Suisse                        | Stade national Vassil-Levski, Sofia                     |                                                         |
| 1er mai 1991 · Historique des rencontres | Kostadinov 12e · Sirakov 25e | (2 - 0) | 59e 85e Knup · 90e Türkyılmaz | Spectateurs : 40 000 Arbitrage : Karl-Josef Assenmacher | Spectateurs : 40 000 Arbitrage : Karl-Josef Assenmacher |
| 1er mai 1991 · Historique des rencontres | Rapport                      |         |                               | Spectateurs : 40 000 Arbitrage : Karl-Josef Assenmacher | Spectateurs : 40 000 Arbitrage : Karl-Josef Assenmacher |

| Éliminatoires de l'Euro 1992            | Suisse                                                                               | 7 - 0   | Saint-Marin | Espenmoos, Saint-Gall                          |                                                |
| 5 juin 1991 · Historique des rencontres | Knup 3e 87e · Hottiger 13e · Sutter 28e · Hermann 54e · Ohrel 77e · Türkyılmaz 90+3e | (3 - 0) |             | Spectateurs : 12 000 Arbitrage : Erman Toroğlu | Spectateurs : 12 000 Arbitrage : Erman Toroğlu |
| 5 juin 1991 · Historique des rencontres | Rapport                                                                              |         |             | Spectateurs : 12 000 Arbitrage : Erman Toroğlu | Spectateurs : 12 000 Arbitrage : Erman Toroğlu |

| Match amical                             | Tchécoslovaquie | 1 - 1   | Suisse         | Strahovský, Prague                                 |                                                    |
| 21 août 1991 · Historique des rencontres | Luhový 18e      | (1 - 1) | 26e Türkyılmaz | Spectateurs : 4 000 Arbitrage : Wolf-Günter Wiesel | Spectateurs : 4 000 Arbitrage : Wolf-Günter Wiesel |
| 21 août 1991 · Historique des rencontres | Rapport         |         |                | Spectateurs : 4 000 Arbitrage : Wolf-Günter Wiesel | Spectateurs : 4 000 Arbitrage : Wolf-Günter Wiesel |

| Éliminatoires de l'Euro 1992                  | Suisse                      | 2 - 2   | Écosse                  | Wankdorf, Berne                                |                                                |
| 11 septembre 1991 · Historique des rencontres | Chapuisat 30e · Hermann 39e | (2 - 0) | 47e Durie · 83e McCoist | Spectateurs : 48 000 Arbitrage : Tullio Lanese | Spectateurs : 48 000 Arbitrage : Tullio Lanese |
| 11 septembre 1991 · Historique des rencontres | Rapport                     |         |                         | Spectateurs : 48 000 Arbitrage : Tullio Lanese | Spectateurs : 48 000 Arbitrage : Tullio Lanese |

| Match amical                               | Suisse                                    | 3 - 1   | Suède        | Allmend, Lucerne                                |                                                 |
| 9 octobre 1991 · Historique des rencontres | Chapuisat 11e · Herr 44e · Türkyılmaz 53e | (2 - 0) | 89e Eriksson | Spectateurs : 7 300 Arbitrage : Claude Bouillet | Spectateurs : 7 300 Arbitrage : Claude Bouillet |
| 9 octobre 1991 · Historique des rencontres | Rapport                                   |         |              | Spectateurs : 7 300 Arbitrage : Claude Bouillet | Spectateurs : 7 300 Arbitrage : Claude Bouillet |

| Éliminatoires de l'Euro 1992                | Roumanie   | 1 - 0   | Suisse | Ghencea, Bucarest                                  |                                                    |
| 16 octobre 1991 · Historique des rencontres | Mateuț 71e | (0 - 0) |        | Spectateurs : 35 000 Arbitrage : John Blankenstein | Spectateurs : 35 000 Arbitrage : John Blankenstein |
| 16 octobre 1991 · Historique des rencontres | Rapport    |         |        | Spectateurs : 35 000 Arbitrage : John Blankenstein | Spectateurs : 35 000 Arbitrage : John Blankenstein |